# حافظه تصادفی پویا
حافظه تصادفی پویا (به انگلیسی: Dynamic random-access memory) یا دی‌رم (DRAM) یک گونه از حافظه تصادفی است که هر بیت را در یک خازن جداگانه ذخیره می‌کند و از تراشه‌ها هم استفاده نمی‌کند. رم‌های رایانه‌های خانگی و لپ‌تاپ‌ها از نمونه کاربردهای این گونه حافظه هستند.

یک نمونه از حافظه تصادفی پویا